# Капуста савойська
Саво́йська капу́ста (лат. Brassica oleracea, convar. capitata, var. sabauda) — дворічна овочева культура, один із сортів виду капуста городня. Рослина родини капустяних. Належить до сортової групи sabauda.

## Історія сорту
Назва сорту походить від історичного регіону Савоя, де він набув широко вжитку. На території сучасної України сорт відомий з XIX століття, проте, споживчою популярністю савойська капуста поступається іншим сортам. Значно популярніша ця капуста у країнах Західної Європи та США. Європейська географія вирощування савойської капусти сьогодні доволі широка. Її культивують від Франції і аж до Фінляндії.

## Особливості савойської капусти
Савойська капуста, як і білокачанна, утворює великі пористі і нещільні качани. Маса головок капусти коливається, залежно від сорту, в межах від  0,5 до 3 кг. Листя савойської капусти тонке з гофрованою поверхнею. 
Існують і листові сорти савойської капусти. Проте в Україні вони не отримали значного поширення і культивуються сільськогосподарськими підприємствами відносно мало. Причини – невеликий термін зберігання і порівняно низька (у порівнянні з білокачанною) врожайність та непридатність для заквашування. 

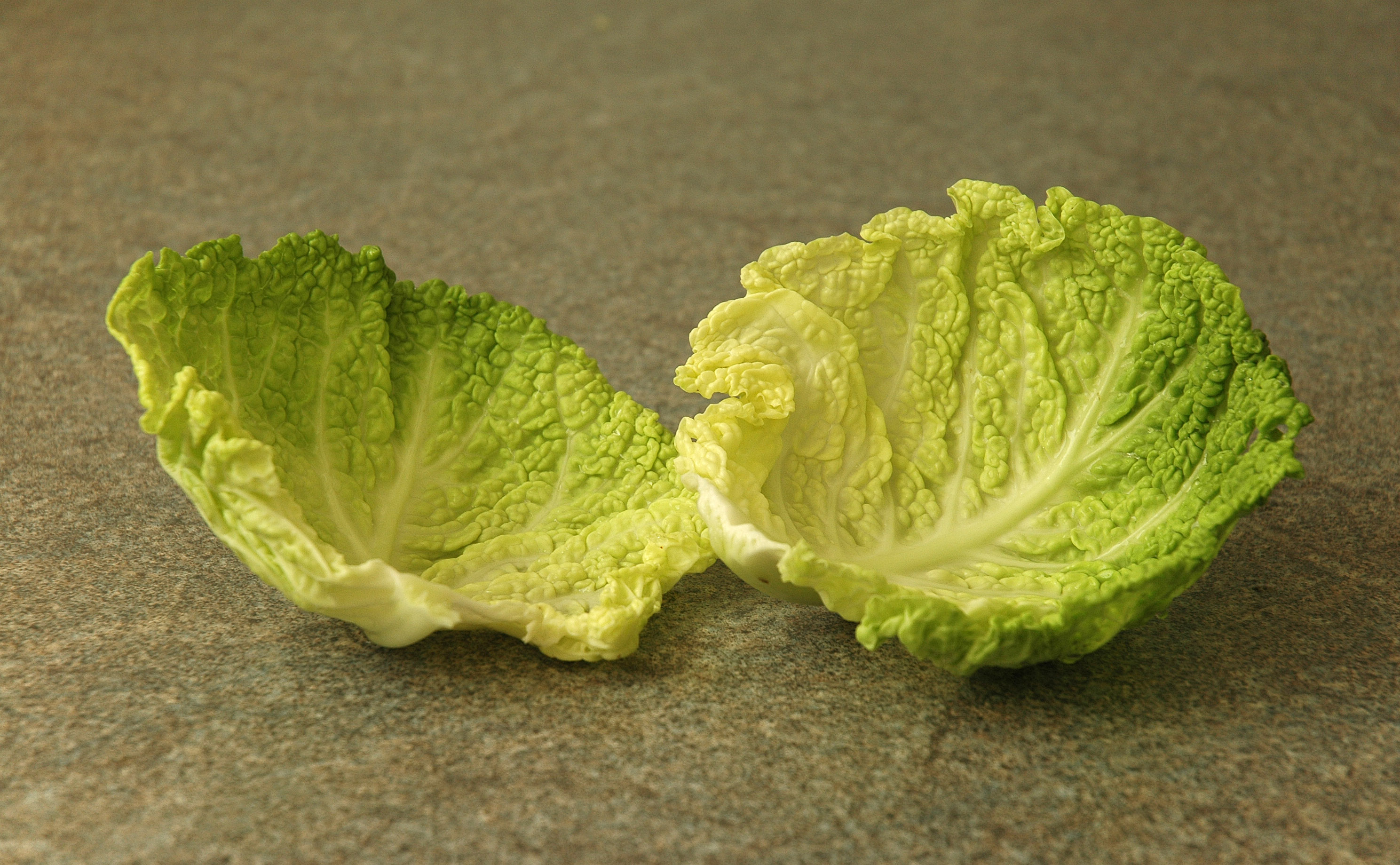
Листки савойської капусти

Споживають савойську капусту в сирому вигляді у формі салатів, тушать, використовують при приготуванні супів, роблять начинку для випічки. За своїми смаковими властивостями савойська капуста перевершує білокачанну, оскільки містить менше гірчичних олій і грубих волокон. Вона не така жорстка, як інші види капусти, оскільки не має грубих прожилок. Її темно-зелені, гофровані і кучеряві листочки мають ніжніший смак і витонченіший аромат. Вміст у ній спирту маніту призводить до того, що савойська капуста видається ніжнішою і солодшою на смак. 
Савойська капуста у порівнянні з білокачанною є морозостійкішою.

### Споживча цінність
Харчова цінність савойської капусти (у розрахунку на 100 грам)
| Білки, гр. | Жири, гр. | Вуглеводи, гр. | Вода, гр. | Калорійність, кКал |
| ---------- | --------- | -------------- | --------- | ------------------ |
| 19,35      | 3,79      | 77,01          | 1,2       | 28                 |

## Корисні властивості савойської капусти
У 1957 році в савойській капусті було виявлено речовину аскорбіген, яка під дією шлункового соку спричиняє уповільнення росту ракових пухлин.
Савойська капуста має вищу поживну цінність, ніж білокачанна та червонокачанна капуста. Вона містить багато біологічно активних речовин, цукру, гірчичної олії; учетверо більше жирів та на 25 % менше клітковини, ніж у звичайній капусті. При цьому вона має відносно невисоку калорійність. У 100 грамах свіжої сирої савойської капусти міститься лише 28 кКал, а в 100 грамах відвареної — 24 кКал. Її рекомендують до вживання тим, хто має зайву вагу.
Савойська капуста містить фітонциди, каротин, тіамін, рибофлавін. Вона насичена амінокислотами, вуглеводами і пектиновими речовинами, містить вітаміни С, А, Е, В1, В2, В6, РР, а також солі калію, фосфору, кальцію, магнію, натрію, заліза. У складі цієї капусти є глутатіон — потужний природний антиоксидант, що захищає організм від шкідливого впливу канцерогенів і зміцнює імунні систему, запобігає старінню клітин, регулює роботу нервової системи. Її використовують також з метою відновлення певних функцій організму при авітамінозах і навіть при онкологічних захворюваннях.
Цей сорт капусти через його здатність легко засвоюватися організмом особливо цінний для дітей та людей літнього віку. Це цінний дієтичний продукт рекомендований людям, хворим на цукровий діабет. Крім того, савойська капуста має сечогінні властивості та запобігає підвищенню кров'яного тиску.

## Небезпечні властивості савойської капусти
Через підвищений вміст клітковини савойську капусту не рекомендують людям хворим на гастрит, ентероколіт, панкреатит, виразку та захворювання щитоподібної залози. Лікарі також не рекомендують її вживати тим, хто переніс операції грудної або черевної порожнини.

## Сорти
- Ранні сорти (дозрівають впродовж 105—120 днів):
  - Віденська рання;
  - Юліус;
  - Рання золота;
  - Меліса;
  - Вертус;
  - Пиріжкова;
  - Петрівна;
  - Нюша;
- Середні сорти (дозрівають впродовж 120—135 днів):
  - Сфера;
  - Крома;
  - Тасманія;
  - Вертю;
  - Голубці;
- Пізні сорти (дозрівають впродовж 140 днів і довше):
  - Аляска;
  - Зимовий делікатес.